# Carrera y Carrera

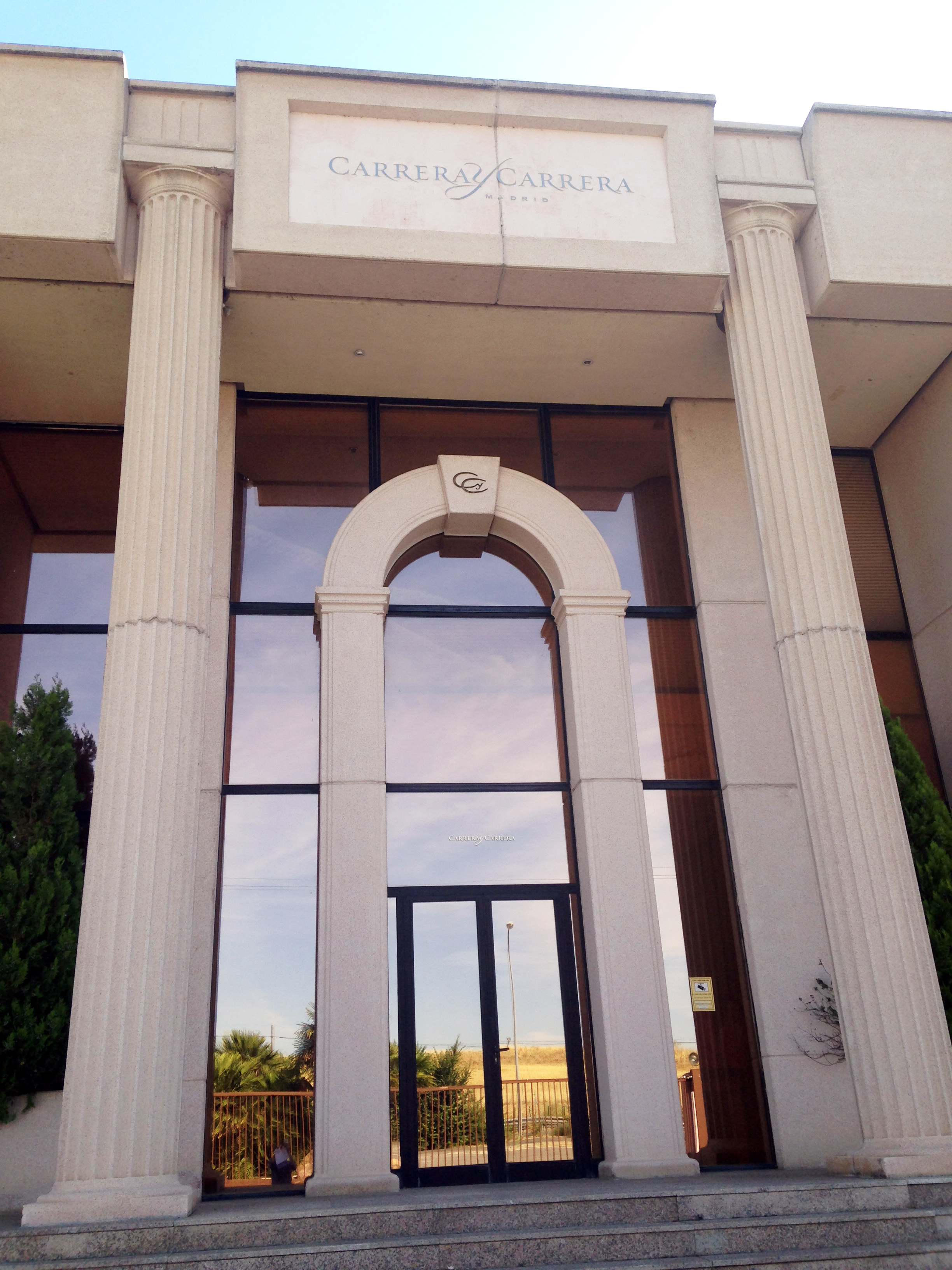
Центральный офис «Carrera y Carrera» в Сан-Агустин-дель-Гуадаликс, Мадрид

Carrera y Carrera (исп. Карре́ра и Карре́ра) — ювелирная компания, созданная в 1970-х годах в Испании братьями Мануэлем и Хуаном Хосе Каррера и ведущая свою историю от ювелирного дома, основанного в Мадриде в 1885 году их предком, ювелиром Сатурио Эстебаном Каррера. Центральный офис находится в мадридском пригороде Сан-Агустин-дель-Гуадаликс.

## История
Компания ведёт свою историю с 1885 года, когда Сатурио Эстебан Каррера, переехав из города Алькала-де-Энарес в Мадрид, открыл там в районе Барьо де лас Летрас небольшой ювелирный магазин. Его сын, Хосе Эстебан Каррера, обучался ювелирному искусству в Париже и в 1920 году вернулся в Мадрид, где продолжил дело отца. Он передал традиции мастерства своим четырём племянникам — Хосе, Сатурио, Педро и Андресу.
В 1960 году ювелирный дом получил заказ на изготовление свадебной тиары для Фабиолы де Мора и Арагон по случаю её бракосочетания с королём Бельгии Бодуэном, что вывело её на новый уровень и придало международную известность. В 1970-х годах правнуки Сатурио, Мануэль и Хуан-Хосе Каррера, объединив свои усилия, создали бренд Carrera y Carrera.
В 1979 году компания вышла на американский рынок, в 1980-х годах начала осваивать другие международные рынки. В 1994 году появилась в России, в 2013 году открылся первый магазин в Китае. Ювелирные изделия и наручные часы от «Каррера и Каррера» продаются более чем в 40 странах мира, в том числе в Нью-Йорке, Токио, и Арабских Эмиратах.
В 2000 году главным дизайнером ювелирных изделий стала княгиня Тырновская Мириам де Унгрия (в 2014 году она основала собственный ювелирный бренд MdeU).
За время своего существования компания сменила нескольких владельцев. В 2001 году 58 % акций дома перешло к испанскому производителю фарфора «Lladró», к 2006 году его доля увеличилась до 100 %. В 2010 году компанию приобрела группа российских инвесторов, пожелавших остаться неизвестными. В начале 2013 года бренд был выставлен ими на продажу — о поиске покупателя объявил российский «Сбербанк». По мнению президента компании «Русское ювелирное искусство» Андрея Ананова, российские бизнесмены просто не справились с управлением компанией. «Если Каррера отошел от дела, поэтому и продал своё детище, то это тот самый случай, когда завод купили, а работать не могут без руководителя» — отметил он.
В 2013 году основатель бренда, Мануэль Каррера, вернулся к созданию коллекций. Его сын, Мануэль Каррера Кордон, в 2005 году создал собственную компанию, продолжающую традиции семьи — MC Virtuti. Начиная с 2014 года она изготавливает статуэтки для кинопремии «Золотой орёл», вручаемой Национальной академией кинематографических искусств и наук России.
В 2015 году к 130-летию компании российский режиссёр Рената Литвинова сняла короткометражный фильм по собственному сценарию «Случай в Мадриде с госпожой К.», в котором снялась в главной роли.

## Изделия
Фирма выпускала украшения в сочетании блестящего и матового золота. Разница в деталях достигалась тем, что на заранее отполированное золото наносился слой лака в тех местах, которые должны были сохраниться блестящими. Это был почерк и лицо этой фирмы, и весь ширпотреб был таким. Но кроме этого ширпотреба, существовала обильная линия очень эксклюзивных изделий
Украшения от «Каррера и Каррера» носят многие известные певицы и кинозвёзды. Изделия рекламируют такие фотомодели, как Евгения Силва, Альмудена Фернандес и Алехандра Алонсо.
В 2010 году Испанская академия кинематографических искусств и наук ввела номинацию «Маха де лос Гойя»: награда в виде кольца от «Каррера и Каррера» присуждается самой элегантной актрисе, присутствующей на церемонии вручения премии «Гойя». Ею были отмечены Гойя Толедо, Лидия Бош, Бланке Суарес, Марибель Верду.

## Выручка
Средний чек в магазинах Carrera y Carrera колеблется от €2,5 до €7 тысяч. В 2010 году выручка компании составила €20 млн, в 2011 году — €27 млн, на 2012 год прогнозировалась в районе €30 млн.

## Руководство
- 2012—2016 — Светлана Куприянова[12][13]
- С 2016 — Юлия Еремина[14] (с 2013 — генеральный директор российского представительства)

## Признание и награды
- 2000 — медаль Российской академии художеств